# Luigi Gnocchi
Luigi Gnocchi (* 14. Januar 1933 in Gallarate; † 18. Oktober 2014 ebenda) war ein italienischer Leichtathlet.
In den Jahren 1954, 1955 und 1956 wurde er italienischer Meister im 100-Meter-Lauf. Bei den Olympischen Sommerspielen 1956 in Melbourne verpasste er in dieser Disziplin knapp den 3. Platz. Auch bei der 4-mal-100-Meter-Staffel verpasste er mit der italienischen Auswahl den Medaillenrang.

## Erfolge
| Jahr | Wettbewerb                 | Disziplin               | Platz                | Zeit (Hand) | Zeit (elektr.) | Anmerkung          |
| ---- | -------------------------- | ----------------------- | -------------------- | ----------- | -------------- | ------------------ |
| 1954 | Leichtathletik-EM          | 4-mal-100-Meter-Staffel | 5. (Finale)          | 41,9 s      |                | Wettbewerbs-Rekord |
| 1954 | Italienische Meisterschaft | 100-Meter-Lauf          | 1. (Finale)          | 10,7 s      |                |                    |
| 1955 | Italienische Meisterschaft | 100-Meter-Lauf          | 1. (Finale)          | 10,6 s      |                |                    |
| 1955 | Italienische Meisterschaft | 200-Meter-Lauf          | 1. (Finale)          | 21,4 s      |                |                    |
| 1955 | Mittelmeerspiele           | 100-Meter-Lauf          | 1. (Finale)          | 10,9 s      |                | Wettbewerbs-Rekord |
| 1955 | Mittelmeerspiele           | 200-Meter-Lauf          | 1. (Finale)          | 21,6 s      |                | Wettbewerbs-Rekord |
| 1955 | Mittelmeerspiele           | 4-mal-100-Meter-Staffel | 1. (Finale)          | 41,0 s      |                | Wettbewerbs-Rekord |
| 1956 | Olympische Sommerspiele    | 100-Meter-Lauf          | 4. (Viertelfinale 2) | 10,8 s      | 10,96 s        |                    |
| 1956 | Olympische Sommerspiele    | 4-mal-100-Meter-Staffel | 4. (Finale)          | 40,3 s      | 40,43 s        |                    |
| 1956 | Italienische Meisterschaft | 100-Meter-Lauf          | 1. (Finale)          | 10,4 s      |                |                    |
| 1956 | Italienische Meisterschaft | 200-Meter-Lauf          | 1. (Finale)          | 21,4 s      |                |                    |